# Калмыков, Пётр Илларионович
Пётр Илларионович Калмыков (1838 (по другим данным 1836) — 10 января 1864) — один из видных деятелей и лидер духоборов. Сын лидера духоборов, Иллариона Калмыкова.
Пётр Калмыков родился в семье лидера духоборов, Иллариона Калмыкова и его жены, Меланьи. Однако вскоре после рождения Петра, Илларион умер. Руководство духоборами взяли на себя 30 самых богатых членов общины во главе сначала с неким Лёвушкой, а после его ссылки — с Меланьей. Калмыков стал лидером духоборов в 1854 году по достижении им 18 лет. Пётр правил общиной 10 лет. Он женился на Лукерье Васильевне, однако детей зачать не успел.